# Johannes Burow
Johannes Burow (* 27. Dezember 1953 in Schwäbisch Hall; † 18. März 2001) war ein deutscher Klassischer Archäologe.
Johannes Burow studierte von 1973 bis 1982 Klassische Archäologie, Kunstgeschichte und Ägyptologie an der Universität Tübingen, wo er von Ulrich Hausmann mit einer Arbeit zum Antimenes-Maler promoviert wurde. Schon während des Studiums nahm er an Ausgrabungen auf der Heuneburg, in Olympia und in Pergamon teil. Zudem führte ihn ein viermonatiger Arbeits- und Forschungsaufenthalt an das Beazley Archive des Ashmolean Museums in Oxford. 1982/83 war er bei der Bayerischen Akademie der Wissenschaften angestellt und bearbeitete für das Großprojekt Corpus Vasorum Antiquorum den Band Tübingen 5, nachdem er schon 1980 den Band 3 bearbeitet hatte. 1983/84 konnte er dank des Reisestipendiums des Deutschen Archäologischen Instituts (DAI) mehrere Mittelmeerländer bereisen. Seit 1986 war Burow als Referent an der Zentralverwaltung des DAI in Berlin angestellt, wo er für die wissenschaftliche Redaktion der Publikationen zuständig war. Er setzte die Arbeit noch nach dem Ausbruch seiner Krankheit fort, die nach längerer Zeit zu seinem frühen Tod führte. Seit 1991 war er in fünf Grabungskampagnen an den Ausgrabungen im bulgarischen Durankulak beteiligt.
Burows Bedeutung für die Archäologie liegt vor allem in seinen Forschungen zur griechischen, insbesondere der attisch-schwarzfigurigen, Vasenmalerei begründet. Seine Studie zum Antimenes-Maler ist die maßgebliche Arbeit zum Künstler, seine Bearbeitungen der Vasensammlung des archäologischen Instituts der Tübinger Universität im Rahmen des Corpus Vasorum Antiquorum Deutschland bekamen weltweit positive Rezensionen.

## Schriften
- Corpus Vasorum Antiquorum. Deutschland 47/Tübingen 3. Beck. München 1980, ISBN 978-3-406-07647-3.
- Corpus Vasorum Antiquorum. Deutschland 54/Tübingen 5. Beck. München 1986, ISBN 978-3-406-31710-1.
- Der Antimenesmaler. Zabern, Mainz 1989, ISBN 3-8053-1029-3 (Forschungen zur antiken Keramik. Reihe II: Kerameus 7).
- Die hellenistischen Amphorenstempel aus Pergamon (mit Christoph Börker). de Gruyter, Berlin 1998, ISBN 3-11-015621-0.